# Atopophysa kunkalishana
Atopophysa kunkalishana là một loài bướm đêm trong họ Geometridae.